# Brendan Gregori
Brendan Gregori (* 9. November 2004) ist ein deutscher Basketballspieler.

## Werdegang
Der aus der Nachwuchsabteilung der Niners Chemnitz stammende Gregori gehörte 2019 und 2020 zu den Anwärtern auf einen Platz in der deutschen U16-Nationalmannschaft. Im März 2021 kam er im Alter von 16 Jahren, vier Monaten und einem Tag zu einem ersten Einsatz in der Basketball-Bundesliga. Er war damit zu diesem Zeitpunkt der jüngste Bundesliga-Debütant seit dem Beginn der elektronischen Datenerfassung in der Liga im Jahr 1998. Gregori erzielte bei seinem Einstand gegen Ludwigsburg zwei Punkte. Bis 2025 kam er auf 25 Bundesliga-Einsätze für Chemnitz, der Durchbruch in der höchsten deutschen Spielklasse gelang ihm dabei nicht.
Gregori wechselte im Sommer 2025 zum Drittligisten BG Leitershofen/Stadtbergen.